# Recurvirostra
Recurvirostra is een geslacht van vogels uit de familie van de kluten (Recurvirostridae). Het geslacht telt vier soorten.

## Soorten
- Recurvirostra americana – Amerikaanse kluut
- Recurvirostra andina – Andeskluut
- Recurvirostra avosetta – Kluut
- Recurvirostra novaehollandiae – Australische kluut